# Divisione Handschar (1991)
La Divisione Handschar (in croato Handzar Divizija) è stato un gruppo paramilitare segreto di stampo neofascista, nazionalista ed islamista creato dal Ministero degli affari interni della Croazia come unità musulmana di supporto all'Esercito Croato.

## Nome
Il gruppo prendeva nome dall’omonima divisione delle Waffen-SS, attiva durante la Seconda guerra mondiale e composta da bosgnacchi. La divisione venne creata su idea di Heinrich Himmler e Gottlob Berger e venne impiegata in varie operazioni contro i partigiani jugoslavi di Tito.

## Storia
L'idea di creare una divisione croata di bosgnacchi musulmani venne al presidente Franjo Tuđman e al ministro della difesa Gojko Šušak, che credevano che i bosgnacchi fossero alleati naturali dei croati contro i serbi.
Venne quindi costituita a Zagabria in grandissimo segreto, con l'aiuto del generale Janko Bobetko, alla Comunità Islamica di Croazia (IZH) e al Partito d'Azione Democratica di Croazia (SDAH), che era sotto il controllo dell’omonimo partito bosgnacco fondato da Alija Izetbegović. Nell'IZH vi era un comitato segreto guidato da Šefko Omerbašić e Osman Muftić che, insieme all'SDAH, raccoglieva volontari dalla comunità bosgnacca di Croazia, volontari bosgnacchi dalla Repubblica Socialista di Bosnia ed Erzegovina, dalla Slovenia, dal Sangiaccato e alcuni volontari albanesi provenienti dal Kosovo. Il gruppo venne addestrato dall'Esercito Croato nelle città di Plešivica, Jastrebarsko e Dubrava sotto la supervisione dei servizi segreti. La divisione era un segreto di stato e per questo i suoi membri avevano il divieto di esporsi ai media e il divieto di portare la loro mostrina sull'uniforme.
Impiegata come supporto all'esercito ufficiale croato, compiero anche vari crimini contro la popolazione serba (come nel caso del massacro di Sisak o quello del massacro di Sijekovac) ed anche, in seguito alla rottura croato-bosniaca, contro civili croati. Oltre alla guerra di Croazia, dove avevano preso parte all'assedio di Slunj contro la JNA e la SDG di Željko Ražnatović, avevano infatti iniziato ad operare in Bosnia ed Erzegovina in supporto all'esercito del governo di Sarajevo, prendendo parte anche alla Battaglia della Posavina. A causa inoltre della rottura, l’ideologia nazionalista croata e neofascista venne messa da parte per uno spiccato islamismo ma molti suoi membri rifiutarono la rottura e rimasero fedeli al governo di Zagabria. Molte delle notizie sulla Divisione Handschar rimasero sconosciute fino alla fine delle ostilità nei Balcani, quando la sua esistenza venne scoperta.